# Halcampa vegae
Halcampa vegae är en havsanemonart som beskrevs av Oscar Henrik Carlgren 1921. Halcampa vegae ingår i släktet Halcampa och familjen Halcampidae. Inga underarter finns listade i Catalogue of Life.